# Aurora Grande
Aurora Grande är en ort i Mexiko.   Den ligger i kommunen Chilón och delstaten Chiapas, i den sydöstra delen av landet, 800 km öster om huvudstaden Mexico City. Aurora Grande ligger 1 427 meter över havet och antalet invånare är 990.
Terrängen runt Aurora Grande är kuperad åt sydost, men åt nordväst är den bergig. Runt Aurora Grande är det ganska tätbefolkat, med 129 invånare per kvadratkilometer. Närmaste större samhälle är Yajalón, 4,9 km nordost om Aurora Grande. Omgivningarna runt Aurora Grande är en mosaik av jordbruksmark och naturlig växtlighet.